# Hans Schimank
Hans Friedrich Wilhelm Erich Schimank (* 17. März 1888 in Berlin; † 25. August 1979 in Hamburg) war ein deutscher Physiker und Wissenschaftshistoriker.

## Leben
Nach seinem Abitur 1909 begann Hans Schimank ein Studium an der Berliner Friedrich-Wilhelms-Universität. 1914 promovierte er bei Walther Nernst mit einer Arbeit Über das Verhalten des elektrischen Widerstandes von Metallen bei tiefen Temperaturen. Während des Ersten Weltkrieges war er beim Militärversuchsamt in Berlin tätig. Ab 1919 war er Lehrer für die Fächer Physik, Mathematik und Chemie in Hamburg und wurde 1957 als Oberstudienrat pensioniert. 1920 heiratete er die Chemikerin Margaretha Jahn (1890–1983).  

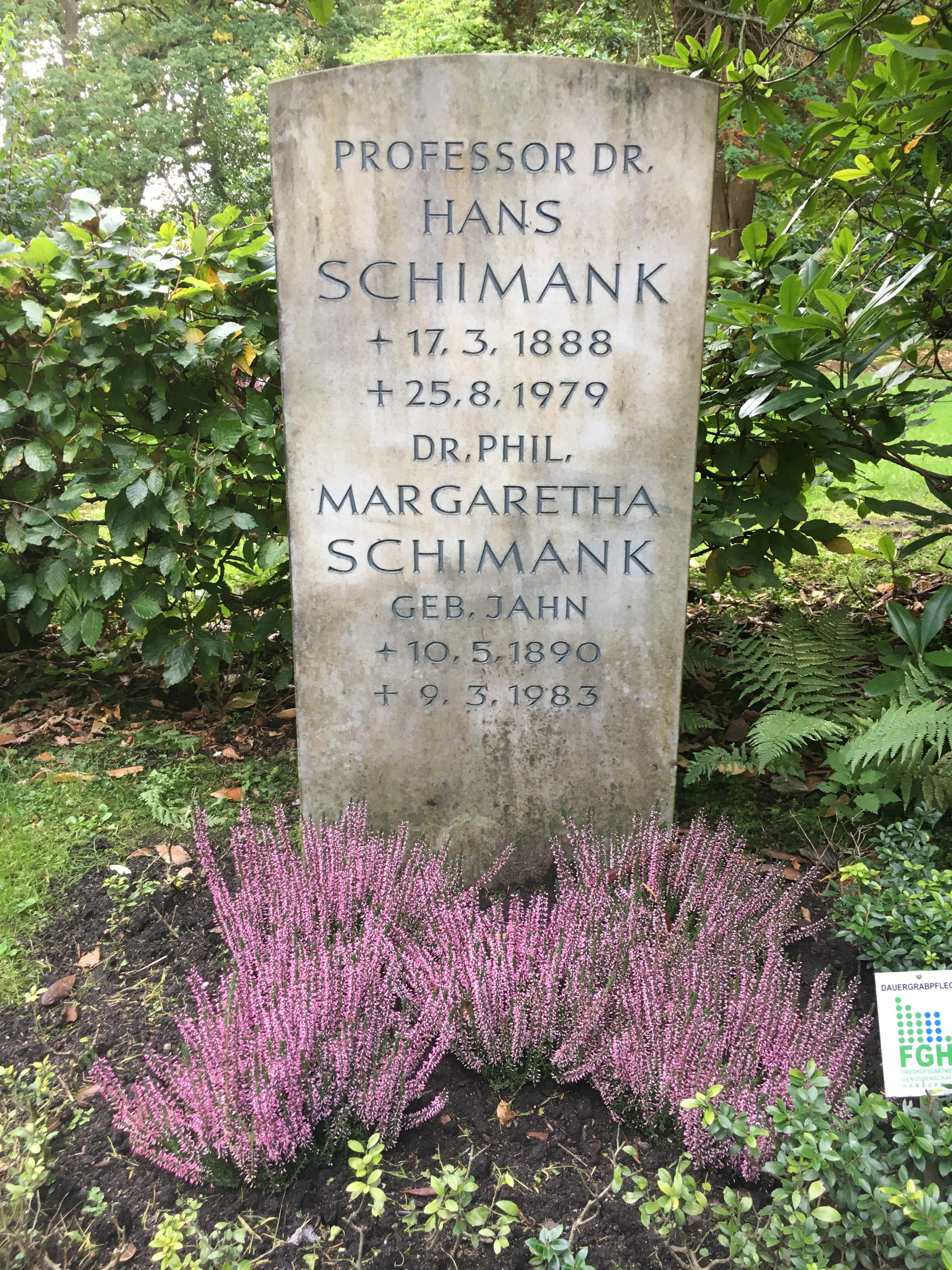
Grabstätte auf dem Friedhof Ohlsdorf

Neben seiner pädagogischen Tätigkeit befasste er sich mit Wissenschaftsgeschichte. Er verfasste unter anderem mehrere Arbeiten über Otto von Guericke und galt als führender Experte über dessen Leben und Werk. Seit 1942 war Schimank Honorarprofessor an der Universität Hamburg. Dort gehörte er 1960 zu den Mitbegründern des Instituts für Geschichte der Naturwissenschaften, dessen erster Leiter Bernhard Sticker wurde. Außerdem war Schimank Mitglied zahlreicher wissenschaftlicher Vereinigungen, unter anderem dem Verein Deutscher Ingenieure, der Deutschen Physikalischen Gesellschaft und der Georg-Agricola-Gesellschaft zur Förderung der Geschichte der Naturwissenschaften und der Technik. 1947 gehörte er zu den Gründungsmitgliedern der Joachim-Jungius-Gesellschaft. Seit 1949 war er Mitglied der Braunschweigischen Wissenschaftlichen Gesellschaft. Er war auch Mitglied (Mitgliedsnummer 42375) des Vereins Deutscher Ingenieure (VDI) und Obmann der Arbeitsgemeinschaft „Technikgeschichte“ des VDI.
Hans Schimank erhielt zahlreiche Auszeichnungen, unter anderem wurde er 1963 Ehrendoktor der Goethe-Universität in Frankfurt am Main und 1969 mit der Grashof-Denkmünze des Vereins Deutscher Ingenieure ausgezeichnet. Sein Nachlass befindet sich seit 1982 als Stiftung an der Universität Hamburg. Die Hans Schimank-Gedächtnis-Stiftung fördert die Erforschung der Geschichte der Naturwissenschaften in Hamburg.
Hans Schimank verstarb im Alter von 91 Jahren. Beigesetzt wurde er auf dem Friedhof Ohlsdorf. Die Grabstätte im Planquadrat Bi 57 liegt nordöstlich vom Grabmal-Freilichtmuseum im Heckengarten.

## Werke
- Bilder zur Geschichte der Naturwissenschaften in Hamburg. Hermann’s Erben 1927.
- Zur Geschichte der exakten Naturwissenschaften in Hamburg: Von der Gründung des Akademischen Gymnasiums bis zur ersten Hamburger Naturforschertagung (1928)
- Epochen der Naturforschung: Leonardo, Kepler, Faraday (1930)
- Johann Wilhelm Ritter: Der Begründer der wissenschaftlichen Elektrochemie (1933)
- Otto von Guericke: Bürgermeister von Magdeburg, ein deutscher Staatsmann, Denker und Forscher (1936)
- Mittel und Wege wissenschaftlicher, insbesondere naturwissenschaftlicher Überlieferung bis zum Aufkommen der ersten wissenschaftlichen Zeitschriften. In: Sudhoffs Archiv 36, 1943, S. 159–182
- Die Bedeutung der geschichtlichen Forschung in Naturwissenschaft und Technik für den Aufbau unseres Bildungswesens nebst Vorschlägen für ihre Förderung (1951)
- Der Ingenieur: Entwicklungsweg eines Berufes bis Ende des 19. Jahrhunderts  (1961)
- Physik und Chemie im 19. Jahrhundert: ihre Ausgangspunkte, Fortschritte und Ziele (1970)
- Gudrun Wolfschmidt (Hrsg.): Hans Schimank (1888–1979): Ausgewählte Schriften. Tredition, Hamburg 2009, ISBN 978-3-86850-424-8.